# 플리어 삿 꼬
플리어 삿 꼬(크메르어: ភ្លាសាច់គោ)는 캄보디아의 날고기 샐러드이다.

## 만들기
익히지 않은 쇠고기를 얇게 저며 레몬 또는 라임 즙에 버무리면, 산이 쇠고기 속 단백질을 변성시켜, 열에 익힌 것처럼 보이게 한다. 얇게 채썬 피망, 양파, 당근, 장두, 양배추 등 채소와 함께 쁘라혹 소스에 버무리고, 쿨란트로, 약모밀, 바질, 라우람 등 허브와 부순 땅콩을 섞어 낸다. 소스는 쁘라혹을 물에 풀어 끓였다 식힌 것에 고추, 마늘, 레몬그래스, 셜롯, 큰고량강 등 향신채와 뜩 뜨러이(어장)를 넣어 만든다.

## 같이 보기
- 꼬이
- 세비체
- 플라